# Jean-Mathieu de Chazelles
Jean-Mathieu de Chazelles (Lione, 24 luglio 1657 – Marsiglia, 16 gennaio 1710) è stato un cartografo e astronomo francese.
Studiò presso il collegio dei Gesuiti di Lione, nel 1675 andò a Parigi dove conobbe Du Hamel, segretario dell'Accademia delle Scienze e si interessò di astronomia. Du Hamel lo presentò a Cassini che lo prese presso l'Observatoire di Parigi istruendolo nell'uso degli strumenti. Collaborò con Cassini e l'astronomo Sedileau (?-1693) per disegnare la grande carta geografica planisferica, nota con il nome di "Parterre Géographique", di 27 piedi (circa 7,80 m) di diametro tracciata nella torre occidentale dell’Osservatorio di Parigi nel 1682. Per le operazioni della misura del grado, Cassini lo inviò nel 1683 sulla costa meridionale francese per le osservazioni astronomiche e topografiche.

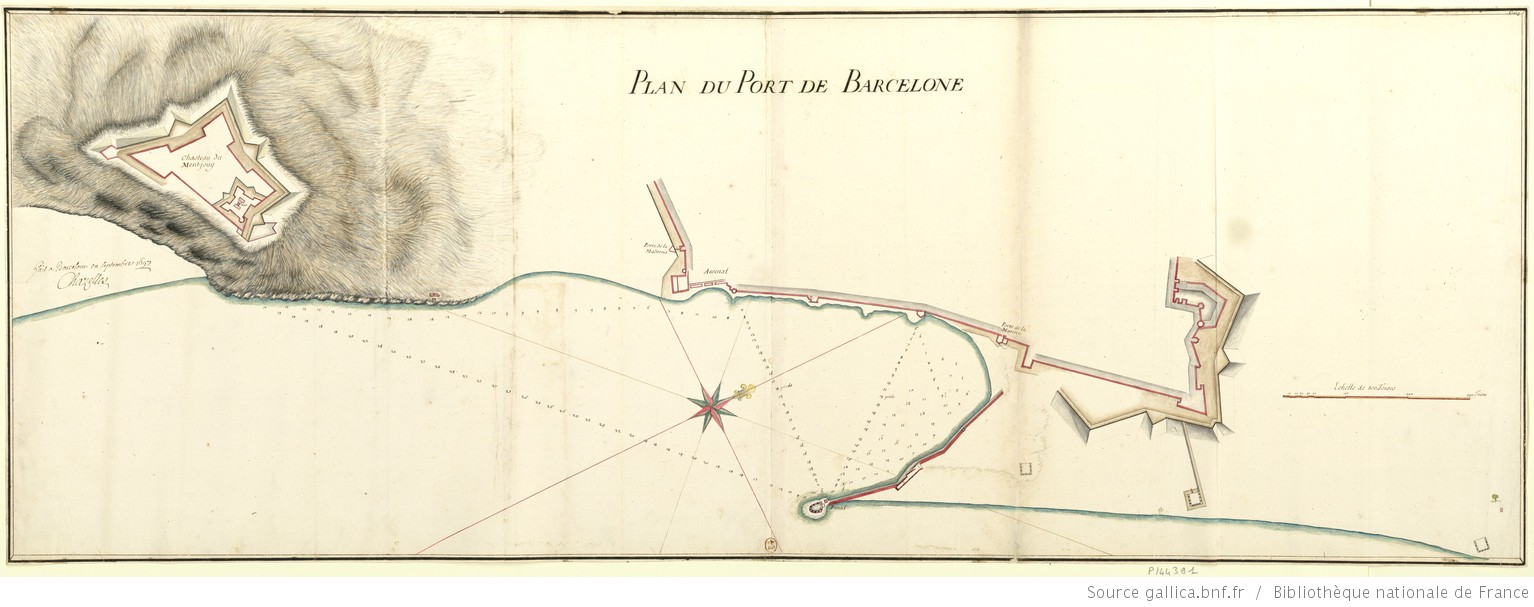
Pianta del porto di Barcellona, 1697

Dopo cinque anni all'Osservatorio, nel 1684 il duca di Mortemart lo portò con sé a Gennes per insegnare matematica e l'anno dopo lo fece nominare professore di idrografica per le galee a Marsiglia. Nel 1686 si imbarcò su una galea insegnando a bordo. Compì anche alcune osservazioni geometriche e astronomiche per la realizzazione di una nuova carta della costa della Provenza. Nel 1689 fu spedito sulla costa occidentale per verificare la possibilità che questo tipo di imbarcazioni potessero navigare nell'oceano. Con quindici galee andò da Rochefort verso Torbay nel Devonshire e poi verso Teignmouth. Al ritorno pubblicò nel Neptune Français del 1692 le sue osservazioni e le mappe delle coste e dei porti visitati. Nel 1693 Pontchartrain, segretario di stato per la marina, gli chiese di pubblicare un secondo volume con l'idrografia del Mediterraneo. Per questo scopo andò in Grecia, Turchia ed Egitto dove misurò le piramidi e trovò che la piramide di Cheope era orientata secondo i punti cardinali e fungendo da meridiana del luogo. Pubblicò una relazione sul suo viaggio e sulla posizione di Alessandria. Nel 1700 Cassini gli chiese di continuare le misure per il grado a Rodez, ma la sua salute divenne sempre più inferma.
Dal 1695 fu membro dell'Accademia Reale delle Scienze di Parigi.
Morì a Marsiglia tra le braccia del suo collega e amico, il padre gesuita Antoine de Laval.